# Pedro Kilkerry
Pedro Militão Kilkerry (Santo Antônio de Jesus, 10 de março de 1885 — Salvador, 25 de março de 1917) foi um advogado, jornalista e poeta simbolista brasileiro.

## Biografia
Nascido Pedro Militão dos Santos Kuilkuery, o poeta era descendente de irlandeses por parte do pai, o engenheiro John Kilkerry, superintendente da Bahia Gás Company Limited, e da mestiça alforriada baiana Salustiana do Sacramento Lima.
Em 1906, Kilkerry se juntou ao grupo literário baiano Nova Cruzada e começou a publicar seus primeiros poemas na revista homônima. Em 1913, o poeta se forma em ciências jurídicas e sociais na Faculdade de Direito da Bahia, no mesmo ano em que passa editar as crônicas Quotidianas - Kodaks no Jornal Moderno e lança mão pela primeira vez do poema em prosa. Kilkerry ainda colaborou com poemas  e artigos em periódicos de Salvador e começa a escrever em verso livre em seus últimos anos.
Portador de tuberculose pulmonar, faleceu durante uma traqueotomia de emergência em Salvador, sem ter publicado nenhum livro, apesar de ter contribuído para alguns periódicos como Nova zada e Os Anais. Alguns de seus textos foram compilados e publicados pelo ensaísta Andrade Muricy no Panorama do Movimento Simbolista em 1952. Seus poemas, incluindo manuscritos e poemas mantidos oralmente por amigos e familiares, foram recolhidos em 1968 por Augusto de Campos, que o considera um dos precursores do modernismo no Brasil. Também foi chamado de "o Gregório de Matos" daquele período da vida baiana.